# Prémio Jerusalém
O Prémio Jerusalém pela Liberdade do Indivíduo na Sociedade (Jerusalem Prize for the Freedom of the Individual in Society)" é um prémio literário entregue pela Jerusalem International Book Fair de periodicidade bianual concedido a escritores cujo trabalho se destacou na luta pela liberdade no contexto da sociedade atual.

## Lista de Laureados
| Ano  | Nome                 | Nacionalidade                   |
| ---- | -------------------- | ------------------------------- |
| 1963 | Bertrand Russell     | Reino Unido                     |
| 1965 | Max Frisch           | Suíça                           |
| 1967 | André Schwarz-Bart   | França                          |
| 1969 | Ignazio Silone       | Itália                          |
| 1971 | Jorge Luis Borges    | Argentina                       |
| 1973 | Eugène Ionesco       | Roménia / França                |
| 1975 | Simone de Beauvoir   | França                          |
| 1977 | Octavio Paz          | México                          |
| 1979 | Isaiah Berlin        | Rússia / Reino Unido            |
| 1981 | Graham Greene        | Reino Unido                     |
| 1983 | V. S. Naipaul        | Trinidad e Tobago / Reino Unido |
| 1985 | Milan Kundera        | Tchecoslováquia / França        |
| 1987 | J. M. Coetzee        | África do Sul                   |
| 1989 | Ernesto Sabato       | Argentina                       |
| 1991 | Zbigniew Herbert     | Polónia                         |
| 1993 | Stefan Heym          | Alemanha                        |
| 1995 | Mario Vargas Llosa   | Peru                            |
| 1997 | Jorge Semprún        | Espanha                         |
| 1999 | Don DeLillo          | Estados Unidos                  |
| 2001 | Susan Sontag         | Estados Unidos                  |
| 2003 | Arthur Miller        | Estados Unidos                  |
| 2005 | António Lobo Antunes | Portugal                        |
| 2007 | Leszek Kołakowski    | Polónia                         |
| 2009 | Haruki Murakami      | Japão                           |
| 2011 | Ian McEwan           | Reino Unido                     |
| 2013 | Antonio Muñoz Molina | Espanha                         |
| 2015 | Ismail Kadare        | Albânia                         |
| 2017 | Karl Ove Knausgård   | Noruega                         |
| 2019 | Joyce Carol Oates    | Estados Unidos                  |
| 2021 | Julian Barnes        | Reino Unido                     |